# Gale Anne Hurd
Gale Anne Hurd (Los Ángeles, California; 25 de octubre de 1955) es una productora y guionista de cine y televisión, economista y comunicadora estadounidense. Comenzó su carrera profesional como productora y guionista en 1984. Fundó su propia productora cinematográfica Western Pacific Production, con la que ha producido numerosas películas conocidas internacionalmente como Terminator, Alien, Punisher y Hulk. Desde 2010 trabaja como productora ejecutiva de la famosa serie de televisión The Walking Dead.
Ha recibido diversos premios como los Saturn, Independent Spirit, el National Board of Review, y desde 2012 tiene una estrella en el Paseo de la Fama de Hollywood.
Estuvo casada entre 1985 y 1989 con James Cameron, entre 1991 y 1993 con Brian De Palma con el que tiene una hija y desde 1995 con Jonathan Hensleigh.

## Biografía
Nacida en Los Ángeles (California) en 1955. Su padre era un inversionista llamado Frank E. Hurdes de religión judía y su madre es llamada Lolita y de religión católica. Creció junto a sus padres en Palm Springs. Años más tarde se licenció en Economía y Ciencias de la comunicación por la Universidad de Stanford en 1977.

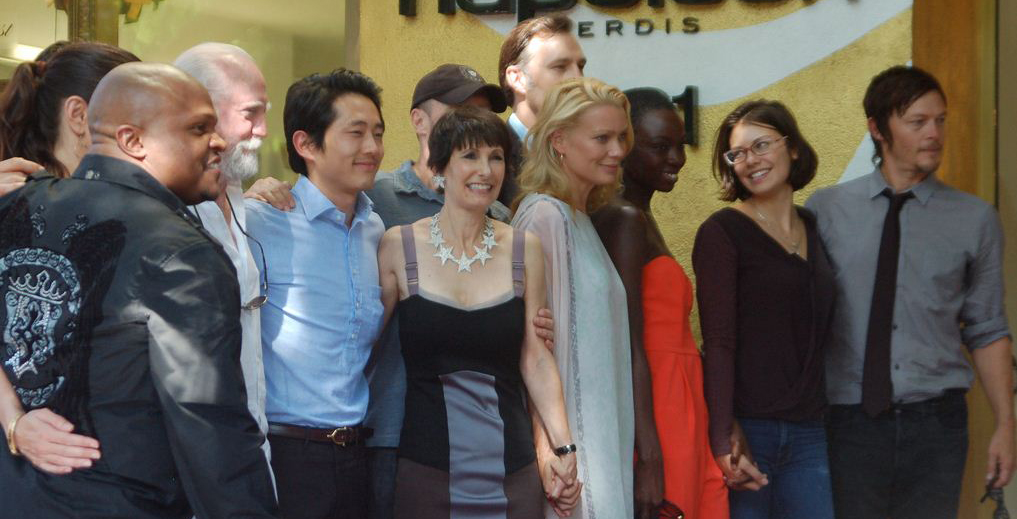
Junto al equipo de The Walking Dead.

Tiempo más tarde, tras haber finalizado sus estudios universitarios, se unió a la productora de cine y televisión New World Communications Group, donde fue asistente ejecutiva del productor, actor, director de cine y presidente de la productora Roger William Corman. También se convirtió en una importante directiva, obteniendo diferentes cargos administrativos de gran responsabilidad, involucrándose finalmente en la producción cinematográfica. Seguidamente fundó su propia productora, llamada Western Pacific Production, produciendo y trabajando como guionista por primera vez en 1984 en la película The Terminator, de la cual se ha encargado de producir todas sus películas: Terminator 2: el juicio final, Terminator 3: La rebelión de las máquinas, Terminator: la salvación y Terminator Génesis. También durante todos estos años ha producido numerosas películas de gran prestigio internacional, entre las que destacan: Aliens, Alien Nation, The Abyss, Tremors, Raising Cain, The Ghost and the Darkness, The Relic, Dante's Peak, Switchback, Armageddon, Virus, Clockstoppers, Hulk, The Punisher, Æon Flux, The Following Searched, The Incredible Hulk, Punisher: War Zone, Fun Size y desde 2010 también produce la conocida serie de televisión The Walking Dead.
En 1998, fue galardonada por primera vez con el premio dedicado a las mujeres que a través de su capacidad de resistencia y la excelencia en su trabajo han contribuido a ampliar el papel de la mujer dentro de la industria del cine y la televisión. En 1990 pasó a ser una de las personas clave en la productora Lightstorm Entertainment tras haber sido fundada. En 2003, recibió un premio del Festival de Cine de Telluride (Colorado), junto al escritor y científico Arthur C. Clarke. Años más desde 2011, es una de los gobernadores de la Academia de Artes y Ciencias Cinematográficas.
Entre 2012 y 2013, ha estado como jueza invitada junto a diversos personajes del mundo del cine como Sean Astin, Kevin Smith, Bryan Singer, Paul W. S. Anderson, Matthew Wood, Brian Grazer, Laila Ali y John Rhys-Davies y el crítico musical Jon Landau, en la tercera y cuarta temporada del reality show Face Off de la cadena SyFy.
Posteriormente, el 3 de octubre de 2012, se le otorgó una estrella en el Paseo de la Fama de Hollywood que contiene una cámara cinematográfica por su contribución a la industria del cine. En 2013 fue galardonada con el Premio a la Trayectoria en el Festival de Cine de Atenea, celebrado y organizado por la Barnard College, Columbia University de la ciudad de Nueva York.

## Vida privada

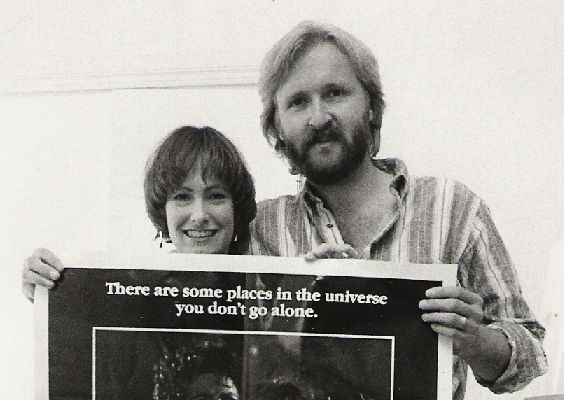
Junto a James Cameron.

Gale Anne Hurd contrajo matrimonio en 1985 con el director, guionista y productor cinematográfico canadiense James Cameron, con el que estuvo casada cuatro años, hasta que se divorciaron en 1989. En 1991 volvió a casarse, esta vez con el director y guionista estadounidense Brian De Palma, con el que ese mismo año, unos meses después del matrimonio, tuvo una hija llamada Lolita De Palma, pero se divorciaron en 1993. En 1995 contrajo matrimonio por tercera vez con su cónyuge actual, el productor, director y guionista Jonathan Hensleigh.
En numerosas ocasiones Gale Anne ha declarado ser una gran hincha del club de fútbol inglés Arsenal Football Club.

## Filmografía

### Productora
- The Terminator (1984)
- Aliens (1986)
- Alien Nation (1988)
- The Abyss (1989)
- Downtown (1990)
- Tremors (1990)
- Cast a Deadly Spell (1991)
- Terminator 2: el juicio final (1991)
- The Waterdance (1992)
- Raising Cain (1992)
- No Escape (1994)
- Safe Passage (1994)
- Witch Hunt (1994)
- The Ghost and the Darkness (1996)
- The Relic (1997)
- Switchback (1997)
- Dante's Peak (1997)
- Armageddon (1998)
- Dead Man on Campus (1998)
- Virus (1999)
- Dick (1999)
- Adventure Inc. (2002), serie de tv
- Clockstoppers (2002)
- Hulk (2003)
- Terminator 3: La rebelión de las máquinas (2003)
- The Punisher (2004)
- The Following Searched (2005)
- Æon Flux (2005)
- Welcome to the Jungle (2007)
- The Incredible Hulk (2008)
- Punisher: War Zone (2008)
- The Walking Dead (2010), serie de tv
- Fun Size (2012)
- Fear the Walking Dead (2015)
- Hunters (2016)
- Falling Water (2016)
- Mankiller (2017)
- Lore (2017)
- Hell Fest (2018)

### Guionista
- The Terminator (1984)
- Terminator 3: La rebelión de las máquinas (2003)
- La autobiografía de Steve Bernfeld (2006)
- Terminator: The Sarah Connor Chronicles (2008), serie de tv
- Terminator Salvation (2009)

## Premios y nominaciones
Premios Saturn
| Año  | Categoría                        | Trabajo        | Resultado |
| ---- | -------------------------------- | -------------- | --------- |
| 1985 | Mejor guion de cine              | The Terminator | Ganadora  |
| 1993 | Saturn en memoria del Presidente | ""             | Ganadora  |
| 2004 | Saturn en memoria del Presidente | ""             | Ganadora  |

Premios Independent Spirit
| Año  | Categoría         | Trabajo        | Resultado |
| ---- | ----------------- | -------------- | --------- |
| 1993 | Mejor ópera prima | The Waterdance | Ganadora  |

National Board of Review
| Año  | Categoría                            | Trabajo        | Resultado |
| ---- | ------------------------------------ | -------------- | --------- |
| 2003 | Reconocimiento a la mejor producción | The Waterdance | Ganadora  |

DVD Exclusive Awards
| Año  | Categoría   | Trabajo | Resultado |
| ---- | ----------- | ------- | --------- |
| 2003 | Mejor guion | Hulk    | Ganadora  |

Premios Taurus
| Año  | Categoría                | Trabajo | Resultado |
| ---- | ------------------------ | ------- | --------- |
| 2003 | Mejor película de acción | Hulk    | Ganadora  |

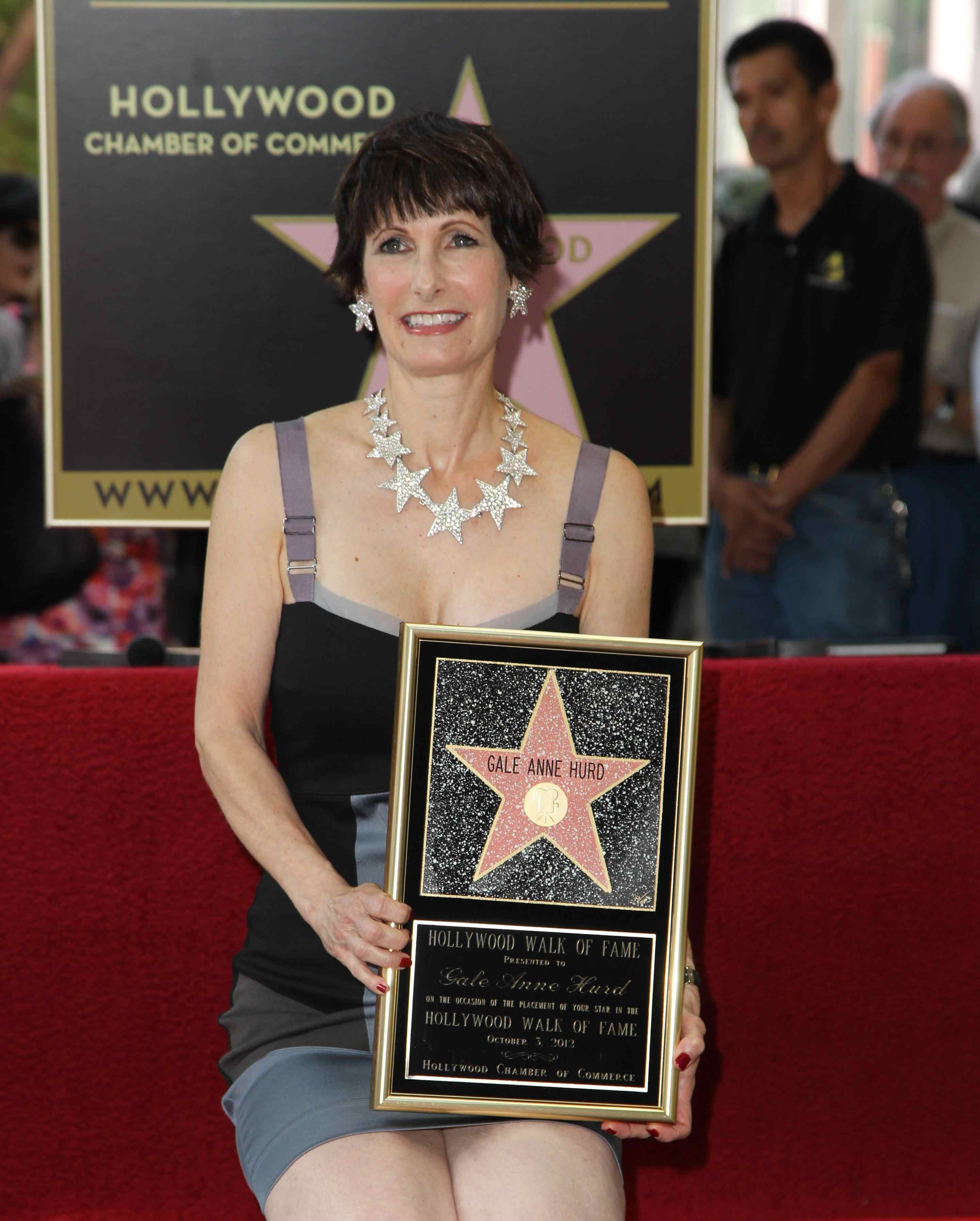
Con su estrella del Paseo de la Fama de Hollywood.

- El 3 de octubre de 2012, recibió una estrella en el Paseo de la Fama de Hollywood por contribución a la industria del cine.